# Richard Day (Szenenbildner)
Richard Day (* 9. Mai 1896 in Victoria, British Columbia, Kanada; † 23. Mai 1972 in Hollywood, Los Angeles) war ein kanadischer Szenenbildner beim Film.

## Leben
Richard Day wurde 1896 in Victoria, British Columbia, als Sohn eines Architekten geboren. Seine Karriere in Hollywood begann, als ihn Regisseur Erich von Stroheim entdeckte und als Ausstatter für den Stummfilm Blinde Ehemänner (1919) engagierte. Day wurde daraufhin ein enger Mitarbeiter von Stroheims und es folgten weitere gemeinsame Filme wie Gier (1924), Die lustige Witwe (1925) oder Der Hochzeitsmarsch (1928), wofür Day den Wiener Stephansdom detailliert nachbaute. Ende der 1920er Jahre trennten sich ihre Wege und Day arbeitete fortan als Szenenbildner für eine Reihe weiterer namhafter Regisseure wie John Ford, Raoul Walsh, Howard Hawks, William Wyler oder Fritz Lang.
Im Laufe der Jahre erlangte Day den Ruf eines besonders einfallsreichen Filmarchitekten und er zählte neben MGMs Cedric Gibbons zu den Meistern seines Fachs. Er wurde insgesamt zwanzigmal für den Oscar in der Kategorie Bestes Szenenbild nominiert. Siebenmal konnte er die Trophäe gewinnen, unter anderem für William Wylers Gesellschaftsdrama Zeit der Liebe, Zeit des Abschieds (1936), für John Fords Sozialstudie Schlagende Wetter (1941), für das Filmmusical Die Königin vom Broadway (1942) und für zwei Filmdramen von Elia Kazan, Endstation Sehnsucht (1951) und Die Faust im Nacken (1954). Für seinen letzten Spielfilm, den Kriegsfilm Tora! Tora! Tora! (1970), wurde Day ein letztes Mal für den Oscar nominiert. Daraufhin zog er sich nach seiner Mitwirkung an mehr als 280 Kinoproduktionen aus dem Filmgeschäft zurück.
Richard Day starb 1972 im Alter von 76 Jahren in Los Angeles und wurde im Pierce Brothers Valhalla Memorial Park beigesetzt.

## Filmografie (Auswahl)
- 1919: Blinde Ehemänner (Blind Husbands) – Regie: Erich von Stroheim
- 1922: Törichte Frauen (Foolish Wives) – Regie: Erich von Stroheim
- 1924: Gier (Greed) – Regie: Erich von Stroheim
- 1924: Der Garten der Sünde (Sinners in Silk) – Regie: Hobart Henley
- 1925: Die lustige Witwe (The Merry Widow) – Regie: Erich von Stroheim
- 1926: Galgenhochzeit (Bardelys the Magnificent) – Regie: King Vidor
- 1927: Herr Wu (Mr. Wu) – Regie: William Nigh
- 1927: Der Unbekannte (The Unknown) – Regie: Tod Browning
- 1927: Alt-Heidelberg (Old Heidelberg) – Regie: Ernst Lubitsch
- 1927: Der Herzschlag der Welt (The Enemy) – Regie: Fred Niblo
- 1927: Am Teetisch (Tea for Three) – Regie: Robert Z. Leonard
- 1928: Der Hochzeitsmarsch (The Wedding March) – Regie: Erich von Stroheim
- 1928: Rose-Marie – Regie: Lucien Hubbard
- 1929: Queen Kelly –  Regie: Erich von Stroheim
- 1930: Whoopee! – Regie: Thornton Freeland
- 1931: Indiscreet – Regie: Leo McCarey
- 1931: Arrowsmith – Regie: John Ford
- 1932: Rain – Regie: Lewis Milestone
- 1932: Teufelsflieger (Sky Devils) – Regie: A. Edward Sutherland
- 1932: Der falsche Torero (The Kid from Spain) – Regie: Leo McCarey
- 1933: Secrets – Regie: Frank Borzage
- 1933: The Bowery – Regie: Raoul Walsh
- 1934: Looking for Trouble – Regie: William A. Wellman
- 1934: Die Rothschilds (The House of Rothschild) – Regie: Alfred L. Werker
- 1934: Alles liebt, alles lügt (The Affairs of Cellini)  – Regie: Gregory La Cava
- 1934: Bulldog Drummond schlägt zurück (Bulldog Drummond Strikes Back) – Regie: Roy Del Ruth
- 1934: Zirkus Barnum (The Mighty Barnum) – Regie: Walter Lang
- 1935: Folies Bergère de Paris – Regie: Roy Del Ruth
- 1935: The Wedding Night – Regie: King Vidor
- 1935: Goldfieber (The Call of the Wild) – Regie: William A. Wellman
- 1935: Der Weg im Dunkel (The Dark Angel) – Regie: Sidney Franklin
- 1935: San Francisco im Goldfieber (Barbary Coast) – Regie: Howard Hawks
- 1935: Metropolitan – Regie: Richard Boleslawski
- 1936: Infame Lügen (These Three) – Regie: William Wyler
- 1936: Zeit der Liebe, Zeit des Abschieds (Dodsworth) – Regie: William Wyler
- 1936: Nimm, was du kriegen kannst (Come and Get It) – Regie: Howard Hawks, William Wyler
- 1936: Geliebter Rebell (Beloved Enemy) – Regie: H. C. Potter
- 1937: Stella Dallas – Regie: King Vidor
- 1937: Sackgasse (Dead End) – Regie: William Wyler
- 1937: … dann kam der Orkan (The Hurricane) – Regie: John Ford
- 1938: Die Abenteuer des Marco Polo (The Adventures of Marco Polo) – Regie: Archie Mayo
- 1938: The Goldwyn Follies – Regie: George Marshall
- 1938: Mein Mann, der Cowboy (The Cowboy and the Lady) – Regie: H. C. Potter
- 1939: Der Hund von Baskerville (The Hound of the Baskervilles) – Regie: Sidney Lanfield
- 1939: Der junge Mr. Lincoln (Young Mr. Lincoln) – Regie: John Ford
- 1939: Damals in Hollywood (Hollywood Calvacade) – Regie: Irving Cummings
- 1939: Die Abenteuer des Sherlock Holmes (The Adventures of Sherlock Holmes) – Regie: Alfred L. Werker
- 1939: Trommeln am Mohawk (Drums Along the Mohawk) – Regie: John Ford
- 1939: Fräulein Winnetou (Susannah of the Mounties) – Regie: William A. Seiter, Walter Lang
- 1940: Früchte des Zorns (The Grapes of Wrath) – Regie: John Ford
- 1940: Johnny Apollo – Regie: Henry Hathaway
- 1940: Galopp ins Glück (Down Argentine Way) – Regie: Irving Cummings
- 1940: Rache für Jesse James (The Return of Frank James) – Regie: Fritz Lang
- 1940: Im Zeichen des Zorro (The Mark of Zorro) – Regie: Rouben Mamoulian
- 1941: Überfall der Ogalalla (Western Union) – Regie: Fritz Lang
- 1941: Tabakstraße (Tobacco Road) – Regie: John Ford
- 1941: König der Toreros (Blood and Sand) – Regie: Rouben Mamoulian
- 1941: Menschenjagd (Man Hunt) – Regie: Fritz Lang
- 1941: Schlagende Wetter (How Green Was My Valley) – Regie: John Ford
- 1942: Abenteuer in der Südsee (Son of Fury: The Story of Benjamin Blake) – Regie: John Cromwell
- 1942: Roxie Hart – Regie: William A. Wellman
- 1942: Die Königin vom Broadway (My Gal Sal) – Regie: Irving Cummings
- 1942: This Above All – Regie: Anatole Litvak
- 1942: Sechs Schicksale (Tales of Manhattan) – Regie: Julien Duvivier
- 1942: Der Seeräuber (The Black Swan) – Regie: Henry King
- 1943: Ritt zum Ox-Bow (The Ox-Bow Incident) – Regie: William A. Wellman
- 1946: Auf Messers Schneide (The Razor’s Edge) – Regie: Edmund Goulding
- 1947: Das Wunder von Manhattan (Miracle on 34th Street) – Regie: George Seaton
- 1947: Ein Gespenst auf Freiersfüßen (The Ghost and Mrs. Muir) – Regie: Joseph L. Mankiewicz
- 1947: Es begann in Schneiders Opernhaus (Mother Wore Tights) – Regie: Walter Lang
- 1947: Der Hauptmann von Kastilien (Captain from Castile) – Regie: Henry King
- 1948: Johanna von Orleans (Joan of Arc) – Regie: Victor Fleming
- 1948: Die Macht des Bösen (Force of Evil) – Regie: Abraham Polonsky
- 1949: Angst vor der Schande (My Foolish Heart) – Regie: Mark Robson
- 1950: Unser eigenes Ich (Our Very Own) – Regie: David Miller
- 1950: Auf des Schicksals Schneide (Edge of Doom) – Regie: Mark Robson
- 1951: Endstation Sehnsucht (A Streetcar Named Desire) – Regie: Elia Kazan
- 1951: Im Sturm der Zeit (I Want You) – Regie: Mark Robson
- 1952: Hans Christian Andersen und die Tänzerin (Hans Christian Andersen) – Regie: Charles Vidor
- 1954: Die Faust im Nacken (On the Waterfront) – Regie: Elia Kazan
- 1959: Salomon und die Königin von Saba (Solomon and Sheba) – Regie: King Vidor
- 1960: Exodus – Regie: Otto Preminger
- 1961: Wilde Knospen (Something Wild) – Regie: Jack Garfein
- 1964: Cheyenne (Cheyenne Autumn) – Regie: John Ford
- 1964: Goodbye Charlie – Regie: Vincente Minnelli
- 1965: Die größte Geschichte aller Zeiten (The Greatest Story Ever Told) – Regie: George Stevens
- 1966: Ein Mann wird gejagt (The Chase) – Regie: Arthur Penn
- 1967: Das Tal der Puppen (Valley of the Dolls) – Regie: Mark Robson
- 1968: Die wilden Jahre (The Sweet Ride) – Regie:Harvey Hart
- 1968: Der Frauenmörder von Boston (The Boston Strangler) – Regie: Richard Fleischer
- 1970: Tora! Tora! Tora! – Regie: Richard Fleischer

## Auszeichnungen
Oscar – Bestes Szenenbild
Nominiert:
- 1931: Whoopee!
- 1932: Arrowsmith
- 1935: Alles liebt, alles lügt
- 1938: Sackgasse
- 1939: The Goldwyn Follies
- 1941: Lillian Russell (zusammen mit Joseph C. Wright)
- 1941: Galopp ins Glück (zusammen mit Joseph C. Wright)
- 1942: König der Toreros (zusammen mit Joseph C. Wright, Thomas Little)
- 1947: Auf Messers Schneide (zusammen mit Nathan Juran, Thomas Little, Paul S. Fox)
- 1949: Johanna von Orleans (zusammen mit Casey Roberts, Joseph Kish)
- 1953: Hans Christian Andersen und die Tänzerin (zusammen mit Clavé, Howard Bristol)
- 1966: Die größte Geschichte aller Zeiten (zusammen mit William J. Creber, David S. Hall, Ray Moyer, Fred M. MacLean, Norman Rockett)
- 1971: Tora! Tora! Tora! (zusammen mit Jack Martin Smith, Muraki Yoshirō, Taizô Kawashima, Walter M. Scott, Norman Rockett, Carl Biddiscombe)

Gewonnen:
- 1936: Der Weg im Dunkel
- 1937: Zeit der Liebe, Zeit des Abschieds
- 1942: Schlagende Wetter (zusammen mit Nathan Juran, Thomas Little)
- 1943: This Above All (zusammen mit Joseph C. Wright, Thomas Little)
- 1943: Die Königin vom Broadway (zusammen mit Joseph C. Wright, Thomas Little)
- 1952: Endstation Sehnsucht (zusammen mit George James Hopkins)
- 1955: Die Faust im Nacken